# Nadine (chanson)
Singles de Chuck Berry
Go, Go, Go
(décembre 1961) No Particular Place to Go
(mai 1964)
Nadine (Is It You?), ou Nadine, est une chanson écrite et interprétée par Chuck Berry. Sortie en single en février 1964, il s'agit de la première chanson de Berry publiée après sa sortie de prison en octobre 1963.

## Composition
De février 1962 à octobre 1963, Chuck Berry purge une peine de prison au pénitencier fédéral de l'Indiana à Terre Haute. Son répertoire est à l'arrêt en Amérique et il en profite pour écrire Nadine (Is It You?), You Never Can Tell, Promised Land et No Particular Place To Go.
Marshall Chess, le fils de Leonard Chess, raconte à The Independant : ''J'étais manager en 1963 à sa sortie de prison et nous étions désespérés car c'était notre plus grande star. Mon père m'a donné 100$ et dit 'Va lui acheter de nouveaux vêtements'. Ensuite on est retourné au studio et on a enregistré Nadine'', session durant laquelle il enregistre également You Never Can Tell.
Des publicités apparaissent dès le 29 février 1964 pour ce titre qui deviendra l'un de ses classiques.
La composition est semblable à son premier succès Maybellene, notamment au niveau de paroles : le protagoniste poursuit une fille, bien qu'ici, il ne s'agisse pas d'une voiture mais d'une course à pied et en taxi. Berry raconte au journal musical Melody Maker : "I took 'Maybellene' and from it got 'Nadine'".

### Paroles
William Ruhlmann de Allmusic écrit : "Les paroles se distinguent par une utilisation inhabituelle de comparaisons telles que : She moves around like a wayward summer breeze; Moving through the traffic like a mounted cavalier; et I was campaign shouting like a Southern diplomat."
Selon Bruce Pegg, le terme 'diplomate' remplace 'démocrate', permettant à Berry de se distancer de toute allusion politique, notamment les discours racistes de George Wallace.

### Classement
Le titre est publié en février 1964 chez Chess (référence 1883), la chanson O Rangutang occupant la face B.
| Classement                                 | Meilleure position |
| ------------------------------------------ | ------------------ |
| États-Unis (Billboard Hot 100)             | 23                 |
| États-Unis (Billboard R'nB)                | 7                  |
| Royaume-Uni (UK Singles Chart)             | 27                 |
| Belgique (Ultratop 50 Singles francophone) | Tip                |

## Influence
Selon William Ruhlmann de Allmusic, la chanson a une forte influence sur les compositions de Bob Dylan: "Il faut écouter 'Nadine (Is It You?)', publié en février 1964, puis l'album Bringing It All Back Home de Dylan en 1965, pour percevoir les similitudes." On connait au moins une interprétation de Nadine par Bob Dylan, lors d'un concert le 17 juin 1988 à St. Louis.
Dans le documentaire Hail! Hail! Rock 'n' Roll de 1987 (dans lequel Berry interprète Nadine en live avec Keith Richards), Bruce Springsteen louange les paroles de la chanson : "I saw her from the corner when she turned and doubled back / Started walking toward a coffee-colored Cadillac." en arguant qu'il "n'avait jamais vu une Cadillac couleur café, mais qu'il savait exactement à quoi cela pouvait ressembler".

## Reprises
Informations issues de SecondHandSongs, sauf mention contraire.
- En 1964, Bill Black's Combo, dans une version instrumentale sur Bill Black's Combo Plays Tunes by Chuck Berry
- En 1969, Juicy Lucy sur Juicy Lucy
- En 1970, John Hammond sur Southern Fried puis en 1979 sur Hot Tracks
- En 1978, Michael Nesmith sur Live at the Palais[12]
- En 1979, George Thorogood and the Destroyers sur Better Than The Rest
- En 1979, Waylon Jennings en single
- En 1991, Stan Ridgway sur I Wanna Be a Boss
- En 1992, Dire Straits sur Rock File '78 (enregistrement du 4 juillet 1978)[13].
- En 1994, Steve Forbert sur Be Here Now - Solo Live
- En 1995, New Riders of the Purple Sage sur Relix's Best of the Early[14]
- En 2000, Dr. Feelgood sur Chess Masters
- En 2000, The Seldom Scene sur Scene it All
- En 2003, Motörhead sur Stone Deaf Forever!
- En 2007, Dion sur Son of Skip James
- En 2014, Billy Boy Arnold sur The Blues Soul of Billy Boy Arnold
- En 2019, George Benson sur Walking to New Orleans

### Adaptations en langues étrangères
| Année | Langue   | Titre              | Adaptation | Interprète(s)   |
| ----- | -------- | ------------------ | ---------- | --------------- |
| 1974  | Français | Nadine             | Long Chris | Johnny Hallyday |
| 1964  | Français | Nadine où est-tu ? | Jil, Jan   | Les Lionceaux   |

## Utilisation dans les médias
Sauf indication contraire, les informations mentionnées dans cette section peuvent être confirmées par la base de données cinématographiques IMDb,  présente dans la section « Liens externes ».
- En 1984, dans Cheech & Chong's The Corsican Brothers de Cheech Marin et Tommy Chong,
- En 1987, dans My Best Friend's Birthday de Quentin Tarantino,
- En 1992, dans la série Suspect Numéro 1
- En 2008, dans le film Cadillac Records de Darnell Martin,
- En 2010, dans le jeu Mafia II